# João de Sahagún (1668-1730)
João de Sahagún, O.A.D. (Melres, 9 de abril de 1668 – São Tomé, 12 de outubro de 1730), foi um frei agostiniano descalço e prelado português da Igreja Católica, que foi bispo de São Tomé.

## Biografia
Era natural de Melres, nascido em 9 de abril de 1668. Era professo da Província de Portugal, e em cerca de 1702, foi para a Ilha de São Tomé, onde foi presidente do hospício de Santo António e permaneceu nesta função por sete anos.
Foi confirmado como bispo de São Tomé pelo Papa Clemente XI em consistório de 22 de julho de 1709. Recebeu a ordenação episcopal em 1710, na Sé da Bahia, de Dom Sebastião Monteiro da Vide, arcebispo de São Salvador da Bahia.
Tomou posse da diocese em 5 de dezembro de 1710. Durante sua prelazia, se empenhou em aplacar as disputas entre o cabido e o clero locais, além de sofrer diversos ataques à sua honra. Por conta disso, foi a Metrópole para se resignar da administração da Sé em fevereiro de 1714, mas não lhe foi concedida, assim, retornou para as Ilhas em novembro de 1719. Morreu em 12 de outubro de 1730.